# Provincia Costiera
La provincia Costiera (in inglese: Coast Province) era una delle province del Kenya. Aveva per capoluogo Mombasa.

## Geografia antropica

### Suddivisioni amministrative
La provincia era suddivisa in 7 distretti (wilaya'at):
| Distretto    | Capoluogo |
| ------------ | --------- |
| Kilifi       | Kilifi    |
| Kwale        | Kwale     |
| Lamu         | Lamu      |
| Malindi      | Malindi   |
| Mombasa      | Mombasa   |
| Taita-Taveta | Wundanyi  |
| Tana River   | Hola      |